# 세계 고문 희생자 지원의 날
세계 고문 희생자 지원의 날(영어: International Day in Support of Victims of Torture)은 고문 범죄에 반대하고 전 세계 피해자와 생존자들을 기리고 지원하기 위해 매년 6월 26일 열리는 국제 행사이다. 첫 번째 6월 26일 행사는 1998년에 시작되었다.

## 역사
첫 번째 6월 26일 행사는 1998년에 시작되었다. 유엔 총회가 이 날을 선정한 이유는 두 가지이다. 첫째, 1945년 6월 26일, 유엔 헌장은 제2차 세계대전 중에 서명되었다. 이는 유엔 회원국들에게 인권 존중과 증진을 의무화하는 최초의 국제 문서였다. 둘째, 1987년 6월 26일은 고문 및 그 밖의 잔인하고 비인도적인 또는 굴욕적인 대우나 처벌을 방지하는 유엔 협약이 발효된 날이다.
세계 고문 피해자 지원의 날을 매년 기념하기로 한 결정은 세계적으로 유명한 고문 피해자를 위한 국제 재활 협의회(IRCT)의 본거지인 덴마크의 제안으로 유엔 총회에서 이루어졌다.
오늘은 상상할 수 없는 일을 견뎌낸 이들에게 경의를 표하는 날이다. 이것은 말할 수 없는 것에 맞서 세상이 목소리를 내는 기회이다. 전 세계의 수많은 고문 피해자와 생존자들을 기억하고 지원하는 날을 지정하기로 한 날이 너무 늦어졌다.— 코피 아난 전 유엔 사무총장 (1998년)

그 이후로 전 세계 수십 개국의 약 100개 조직이 매년 행사, 축하 및 캠페인을 통해 이 날을 기념했다.
2009년 7월 16일, 세계 고문 피해자 지원의 날이 보스니아 헤르체고비나의 공휴일로 지정되었다.